# 長翼鳥屬
長翼鳥（學名：Longipteryx）是白堊紀早期的一種鳥類。其下只有一個物種：朝陽長翼鳥。其遺骸是在中國遼寧朝陽市的九佛堂組發現。除了接近完整的完模標本外，也有發現另一組完整的骨骼及其他獨立的骨頭，包括肱骨及叉骨。

## 特徵
長翼鳥的體長約15厘米。喙很長，比頭部還要長，尖端有一些起鉤的牙齒，雙翼也如其名般很長及強壯。它們仍保有兩雙較長及分開的手指，指上有爪，而拇指亦粗短，但它們卻有發育完好的飛行結構，加上令鉤突可令肋骨籃更堅硬。它們的爪及趾都很長及強壯，但腳較短。總的來說，它們飛行及站立的能力對於陸生動物而言非常複雜。

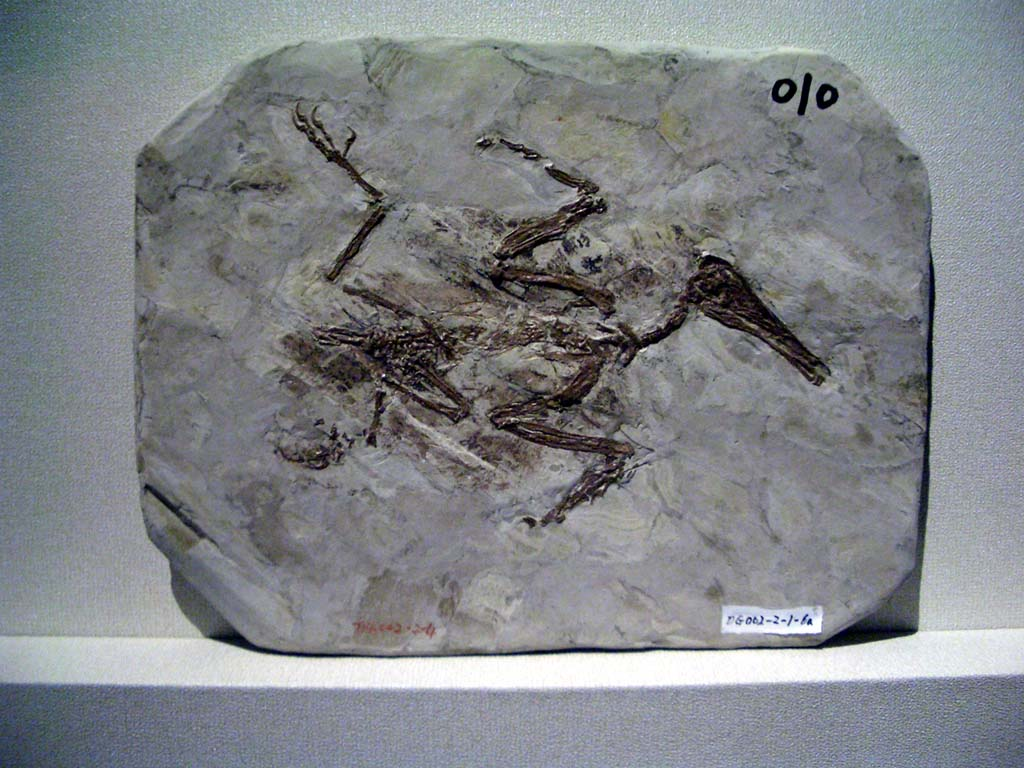
長翼鳥的標本，但對比完模標本卻沒有了羽毛輪廓。

完模標本保留了很多羽毛的輪廓。不過保留下來的都只是身體上的羽毛、翼底及絨毛，而非飛羽。其發展完好的飛行結構顯示它們能夠飛行。有可能完模標本死亡時正值換羽，故沒有保留飛羽。另一方面，孔子鳥也有類似的化石化情況。不幸的是完模標本的尾巴受到破壞，尾羽並沒有被保留下來，而尾綜骨在其他標本中顯示似乎完整。特別的是像今鳥亞綱的尾羽並未曾在反鳥亞綱中發現。

## 习性
長翼鳥可能是吃魚類、甲殼類或其他水生動物，與現今翠鳥的生態位最接近。不過，其習性及生態系統必然與其他同期的近親有所不同。

## 分類
長翼鳥的分類並未明確。雖然它們有時被分類到反鳥亞綱中或是反鳥亞綱下的特有類，但它們有可能是反鳥亞綱的基群，原羽鳥的後裔。其祖徵非常完整，而獨有衍征則較接近現代。
現時將長翼鳥分類到自己的長翼鳥目及長翼鳥科中。但其準確關係及近親也都未明，而朝陽長翼鳥的系統發生學位置也不明。後來發現的長嘴鳥似乎與它們比較接近，可能同屬一個分支。